# 강주 (서진)
강주(江州)는 중국 역사상의 옛 행정 구역이며, 지금의 장시성, 푸젠성을 통치하는 광활한 주였으나 이후 대대적인 개편을 거치면서 지금의 주장 시일대로 축소되었다. 중심지는 심양(潯陽, 현재의 장시성 주장시)에 두었다.

## 진
291년(진 혜제 원강 원년), 양주가 통치하기에 지나치게 넓다는 이유로 예장군, 파양군, 여릉군, 임천군, 남강군, 건안군, 진안군, 무창군, 계양군, 안성군을 분리하고 장강의 남쪽에 있다고 하여 강주를 설치했다. 처음 치소는 예장군에 두었다가 동진시대인 340년(동진 성제 함강 6년)치소를 심양군으로 옮겼다. 307년(서진 회제 영가 원년)에 계양군, 무창군이 신설된 상주로 편입되면서 지금의 장시성, 푸젠성지역만을 통치하게 되었다.

## 송
9군 65현 52,033호 277,147명을 거느렸다. 아래와 같은 속군은 남제시기에도 변하지 않았다.
심양군(尋陽郡) · 예장군(豫章郡) · 파양군(鄱陽郡) · 임천군(臨川郡) · 여릉군(廬陵郡) · 안성군(安城郡) · 남강군(南康郡) · 남신채군(南新蔡郡) · 건안군(建安郡) · 진안군(晉安郡)